# محمود الورفلي
الرائد محمود الورفلي (1978 - 24 مارس 2021) هو قائد عسكري ليبي، عمل أمرًا لدوريات القوات الخاصة الليبية، أصدرت المحكمة الجنائية الدولية مذكرة توقيف بحقه بتهمة ارتكابه لجرائم حرب.

## سيرة ذاتية
ولد محمود مصطفى بوسيف الورفلي سنة 1978، وكان قد تحصل على رتبة نقيب بعد أن تخرج من الكلية العسكرية الليبية سنة 2009. وانخرط في العمل لدى كتيبة الصاعقة، فيما نال رتبة الرائد سنة 2017.
مع اندلاع الحرب الأهلية الليبية الثانية، أعلنت الصاعقة تبعيتها للقوات المسلحة الليبية بقيادة خليفة حفتر في حربها ضد مجلس شورى الثوار في معركة بنغازي خلال أعوام 2014 حتى 2017. مع نهاية 2017، عُيِّن الورفلي آمرًا لدوريات بالصاعقة كما أشرف على مقر احتجاز واحد على الأقل. في ذات العام حاز الورفلي على شهرة دولية إثر نشر مقاطع فيديو له عبر حسابات موالية لكتيبة الصاعقة على وسائط التواصل الاجتماعي تظهره وهو ينفذ أو يأمر بتنفيذ عمليات إعدام. في المجمل نشرت 7 مقاطع فيديو لعمليات إعدام كان قد أشرف عليها الورفلي. أحدها على وجه التحديد يظهر الورفلي وهو يقوم بإعدام 20 شخص. أفعال الورفلي أثارت المفوضية السامية للأمم المتحدة لحقوق الإنسان، التي وثقت عددًا من هذه الحوادث وطالبت بالتحقيق الشامل.

لقطة من فيديو يظهر ضابطاً (يُفترض أنه الورفلي) يقوم بإعدام مساجين

## مقتله
بتاريخ 24 مارس من عام 2021 استهدف مسلحين مجهولين محمود الورفلي ومرافقا له عندما كانا يستقلّان سيارة في أحد الشوارع الرئيسية في مدينة بنغازي، حيث تعرض هو وأخوه أيمن إلى وابل من الرصاص قرب جامعة «العرب الطبية» في بنغازي، حينها أعلن المتحدث باسم القوات الخاصة التابعة للواء خليفة حفتر مقتل محمود الورفلي على الفور. كما ايضا اعتبر الموالين للورفلي ان هده العملية تمت باوامر من اللواء خليفة حفتر لي ابعاده عن الصورة السياسية  وتوطيد العلاقات مع الولايات المتحدة.